# Greatest Hits (Aerosmith-album)
A Greatest Hits az amerikai Aerosmith együttes első válogatásalbuma, amelyet 1980 októberében adott ki a Columbia. A lemezre az együttes 1970-es évekbeli, legismertebb slágerei kerültek fel. Az 1990-es években egy újrakevert változata is megjelent, amely révén számos új rajongót szereztek maguknak. A lemezre több szám nem az eredeti, hanem a kislemezes verziójában került fel. Ezek közé tartozik a Same Old Song and Dance, a Sweet Emotion és a Kings and Queens. Így a Same Old Song and Dance drogokra utaló eredeti szövege helyett a visszafogottabban fogalmazó kislemezes verzió hallható a lemezen, míg a Sweet Emotion a híres talk box intro nélkül szerepel. Ezenkívül a Kings and Queens és a Walk This Way is átesett apróbb változtatásokon.
2004-ben Greatest Hits 1973–1988 címmel megjelent az albumnak egy újrakiadott változata, amely némileg más tartalommal is bír. Az eredeti 10 szám mellé felkerült még öt dal, továbbá a Sweet Emotion 1991-es remix változata, és az One Way Street koncertfelvétele. A válogatásalbum igen kelendőnek bizonyult az évtizedek során, ugyanis a mai napig a legsikeresebb Aerosmith kiadványnak számít. Az Amerikai Egyesült Államokban gyémántlemez minősítést szerzett 2001-ben, összesen pedig 11 millió példányban kelt el az országban, 2007-ig. Megjelenésekor az 54. helyre került a Billboard 200 lemezlistáján, míg 1987-ben is felkúszott a 154. helyig.

## Számlista

### Eredeti verzió
| #   | Cím                                                                    | Hossz |
| --- | ---------------------------------------------------------------------- | ----- |
| 1.  | Dream On (Album: Aerosmith)                                            | 4:27  |
| 2.  | Same Old Song and Dance (kislemez verzió, Album: Get Your Wings)       | 3:04  |
| 3.  | Sweet Emotion (kislemez verzió, Album: Toys in the Attic)              | 3:15  |
| 4.  | Walk This Way (Album: Toys in the Attic)                               | 3:33  |
| 5.  | Last Child (Album: Rocks)                                              | 3:28  |
| 6.  | Back in the Saddle (Album: Rocks)                                      | 4:41  |
| 7.  | Draw the Line (Album: Draw the Line)                                   | 3:24  |
| 8.  | Kings and Queens (kislemez verzió, Album: Draw the Line)               | 3:48  |
| 9.  | Come Together (Album: Sgt Pepper’s Lonely Hearts Club Band (filmzene)) | 3:47  |
| 10. | Remember (Walking in the Sand) (Album: Night in the Ruts)              | 4:05  |

### 2004-es újrakiadás
| #   | Cím                                                                                               | Hossz |
| --- | ------------------------------------------------------------------------------------------------- | ----- |
| 1.  | Dream On                                                                                          | 4:26  |
| 2.  | Mama Kin (Album: Aerosmith)                                                                       | 4:27  |
| 3.  | Same Old Song and Dance                                                                           | 3:03  |
| 4.  | Seasons of Wither (Album: Get Your Wings)                                                         | 4:57  |
| 5.  | Sweet Emotion                                                                                     | 3:13  |
| 6.  | Walk This Way                                                                                     | 3:32  |
| 7.  | Big Ten Inch Record (Album: Toys in the Attic)                                                    | 2:15  |
| 8.  | Last Child                                                                                        | 3:27  |
| 9.  | Back in the Saddle                                                                                | 4:41  |
| 10. | Draw the Line                                                                                     | 3:23  |
| 11. | Kings and Queens                                                                                  | 3:49  |
| 12. | Come Together                                                                                     | 3:45  |
| 13. | Remember (Walking in the Sand)                                                                    | 4:05  |
| 14. | Lightning Strikes (Album: Rock in a Hard Place)                                                   | 4:28  |
| 15. | Chip Away the Stone (Album: Gems)                                                                 | 4:01  |
| 16. | Sweet Emotion (1991 Thoener Remix - Pandora's Box kislemez verzió; Eredetileg: Toys in the Attic) | 4:36  |
| 17. | One Way Street (koncertfelvétel, Album: Made in America; Eredetileg: Aerosmith)                   | 6:40  |

## Közreműködők
Aerosmith
- Steven Tyler – Ének, billentyűs hangszerek, szájharmonika, producer, elrendezés
- Joe Perry – Szólógitár, vokál, 6 húros basszusgitár a Back in the Saddle dalban.
- Brad Whitford – ritmusgitár, producer
- Tom Hamilton – basszusgitár, producer
- Joey Kramer – dobok, ütőhangszerek, producer

Egyéb zenészek
- Jimmy Crespo – szólógitár, vokál a Lightning Strikes dalban.
- Rick Dufay – ritmusgitár a Lightning Strikes dalban.
- Michael Brecker – tenorszaxofon a Same Old Song and Dance és a Big Ten Inch Record című dalokban.
- Randy Brecker – trombita a Same Old Song and Dance dalban.
- Stan Bronstein – baritonszaxofon a Same Old Song and Dance dalban.
- Jon Pearson – trombita a Same Old Song and Dance dalban.
- David Woodford – szaxofon a Mama Kin dalban.
- Scott Cushnie – zongora a Big Ten Inch Record dalban.
- Jay Messina – basszus marimba a Sweet Emotion dalban.
- Paul Prestopino – bendzsó a Last Child dalban.

Produkció
- Jack Douglas – producer
- Adrian Barber – producer
- George Martin – producer
- Ray Colcord – producer
- Jay Messina – hangmérnök
- Vic Anesini – remaszter
- Janet Perr – borító
- John Berg – borító

## Helyezések
| Év   | Lista         | Helyezés |
| ---- | ------------- | -------- |
| 1980 | Billboard 200 | 54       |
| 1987 | Billboard 200 | 154      |

## Értékesítések
| Ország       | Eladási minősítés | Dátum              |
| ------------ | ----------------- | ------------------ |
| RIAA – USA   | Aranylemez        | 1981. március 3.   |
| RIAA – USA   | Platinalemez      | 1986. január 27.   |
| RIAA – USA   | 2x Platinalemez   | 1986. november 24. |
| RIAA – USA   | 4x Platinalemez   | 1988. november 21. |
| RIAA – USA   | 5x Platinalemez   | 1991. április 29.  |
| RIAA – USA   | 6x Platinalemez   | 1992. március 10.  |
| RIAA – USA   | 8x Platinalemez   | 1994. október 21.  |
| RIAA – USA   | 9x Platinalemez   | 1996. augusztus 1. |
| RIAA – USA   | Gyémántlemez      | 2001. február 26.  |
| RIAA – USA   | 11x Platinalemez  | 2007. december 13. |
| CIA – Kanada | Aranylemez        | 1997. február 27.  |
| CIA – Kanada | Platinalemez      | 1997. február 27.  |